# Danilo Gioia
Danilo Gioia (18 februari 1966) is een Italiaans voormalig wielrenner.

## Carrière
Gioia reed twee keer de Giro maar kon nooit een rit winnen in 1989 werd hij derde in de 4e etappe die een individuele tijdrit was. Hij wist in 1989 ook zesde te worden in Milaan-San Remo.

## Resultaten in de voornaamste wedstrijden
| Jaar | Ronde van Italië | Ronde van Frankrijk | Ronde van Spanje |
| ---- | ---------------- | ------------------- | ---------------- |
| 1988 |                  |                     |                  |
| 1989 | 119e             |                     |                  |
| 1990 |                  |                     |                  |
| 1991 | 150e             |                     |                  |

| Jaar | Milaan-San Remo | Ronde van Lombardije |
| ---- | --------------- | -------------------- |
| 1988 | 53e             | 27e                  |
| 1989 | 6e              |                      |
| 1990 |                 |                      |
| 1991 |                 |                      |

## Ploegen
- 1988:  Atala-Ofmega
- 1989:  Atala-Campagnolo
- 1990:  Gis Gelati-Benotto
- 1991:  Italbonifica-Navigare